# عقد 1470
عقد 1470 هو عقد امتد بين 1 يناير 1470 و31 ديسمبر 1479 بحسب التقويم الميلادي. سبقه عقد 1460 ولحقه عقد 1480.

## أحداث
- معركة أوتلق بلي (1473)
- معركة الوادي الأبيض (1476)
- معركة حقل الخبز (1479)
- معركة بارنيت (1471)
- فتح نيغروبونتي (1470)
- معاهدة القسطنطينية (1479)
- معركة نانسي (1477)
- معركة توكسبوري (1471)
- معركة فاسلوي (1475)
- معركة حقل لوسكوت (1470)

## مواليد
- توماس وولسي (1473)
- المتقي الهندي (1472)
- سيمونينو الترينتي (1472)
- إدوارد الخامس (1470)
- شارل الثامن ملك فرنسا (1470)
- لوكريسيا دي ميديشي (1470)
- هانز بورغكمير (1473)
- إدموند دي لا بولي (1472)
- كريشنادفاريا (1471)
- سليم الأول (1470)
- ماري دي لوكسمبورغ، كونتيسة فندوم (1472)

## وفيات
- توماس مالوري (1471)
- ريتشارد نيفيل (1471)
- بولس الثاني (1471)
- جون نيفيل (1471)
- جورج بوديبراد (1471)
- غاستون، أمير فيانا (1470)
- فريدرش الثاني (1471)
- هنري السادس ملك إنجلترا (1471)
- جانوس فيتيس (1472)
- فريدريك الثاني، كونت فودمونت (1470)
- جون الثاني دوق لورين (1470)

## كتب
- Yves Denis Papin (1998). Chronologie de l'histoire ancienne. Lieu de publication non identifié: Éditions Jean-paul Gisserot. ISBN:2-87747-346-5. OCLC:40746926. مؤرشف من الأصل في 2022-03-16.
- موسوعة حضارة العالم (2002) لأحمد محمد عوف.

## روابط خارجية
- تصفح سنة بسنة عقد 1470 على موقع onthisday.com
- تصفح سنة بسنة عقد 1470 ابتداءً من سنة عقد 1470 على موقع المكتبة الوطنية الفرنسية